# NGC 3641
NGC 3641 је елиптична галаксија у сазвежђу Лав која се налази на NGC листи објеката дубоког неба.
Деклинација објекта је + 3° 11' 41" а ректасцензија 11h 21m 8,8s. Привидна величина (магнитуда) објекта NGC 3641 износи 13,1 а фотографска магнитуда 14,1. Налази се на удаљености од 27,568 милиона парсека од Сунца. NGC 3641 је још познат и под ознакама UGC 6370, MCG 1-29-34, PGC 34780.